# Leptoconops acer
Leptoconops acer är en tvåvingeart som beskrevs av Jean Clastrier 1973.
Leptoconops acer ingår i släktet Leptoconops och familjen svidknott. Artens utbredningsområde är Frankrike. Inga underarter finns listade i Catalogue of Life.